# Ржавець (Гомельський район)
Ржавець (біл. Ржавец) — селище в Поколюбицькій сільській раді Гомельського району Гомельської області Республіки Білорусь.

## Географія

### Розташування
У 6 км на північ від Гомеля.

## Гідрографія
На півночі меліоративний канал.

## Транспортна мережа
Транспортні зв'язки степовою дорогою, потім автомобільною дорогою Востров — Гомель. Планування складається з короткої прямолінійної вулиці, яка орієнтована з південного заходу на північний схід і забудована двосторонньо дерев'яними будинками садибного типу.

## Історія
Засноване на початку XX століття переселенцями із сусідніх сіл. У 1926 році у Лопатинській сільраді Гомельського району Гомельського округу. 1931 року жителі вступили до колгоспу. У складі колективно-пайового господарства «Лопатинское» (центр — село Лопатине).

## Населення

### Чисельність
- 2009 — 58 мешканців.